# 井上誠一
井上 誠一（いのうえ せいいち、1908年（明治41年）8月1日 - 1981年（昭和56年）11月26日）は、東京府（現・東京都）出身のゴルファー、ゴルフ場設計者。

## 来歴
1908年（明治41年）8月11日、東京府東京市赤坂区（現・東京都港区）に、眼科医の長男として生まれる。母は御茶ノ水にあった井上眼科医院創始者の長女で、父は養子として母と結婚した。
少年時代はカメラなどが趣味で、映画やメークアップへの興味も相まってハリウッドへの憧れを抱いた。しかし、成蹊高等学校在学中に、嗜眠性脳炎を患い、叔父の井上達四郎に、治療にはゴルフが最適と言われゴルフを始めた。1930年（昭和5年）、「川奈ホテルゴルフコース・富士コース」（静岡県）にいた時、「東京ゴルフ倶楽部・朝霞コース」（埼玉県）の設計のためにイギリスから来日していたチャールズ・ヒュー・アリソンに出会い、彼の仕事を見て「面白そうだ、僕もやってみよう」と思い立つ。
1931年（昭和6年）、叔父の井上達四郎（三井物産ロンドン支店勤務時にゴルフを習得）の勧めで「霞ヶ関カンツリー倶楽部」（埼玉県）に入会した。当時、霞ヶ関カンツリー倶楽部の東コースはアリソンの設計で改造中、井上は技師ジョージ・ペングレースの現場助手として改造に参加した。その後、西コースを設計する藤田欽哉の設計にも参加した。また、隣接地に居住を構え、コース造りの日々を過ごし、コース設計の基礎を学んだ。この時、アリソンの設計図を研究、ジョージ・ペングレースを観察し、後にコース設計家として大いに役立った。井上は、海外のゴルフ関連文献を取り寄せ、知識の乏しい農業や建設など大きな財産となった。
1935年（昭和10年）、「那須ゴルフ倶楽部」（栃木県）の設計の藤田欽哉に同行し建設地を検分し、藤田の健康が優れず井上に任せられた。1935年（昭和10年）、「久里浜ゴルフ場」（神奈川県）を開場させた。翌1936年（昭和11年）、「那須ゴルフ倶楽部」が開場、井上の年齢は弱冠28歳だった。
終戦後の1948年（昭和23年）、沖縄の米軍の依頼で「泡瀬メドースゴルフクラブ」（沖縄県）の設計を行い開場させている。1950年（昭和25年）、安達建設に入社、設計部で「川崎国際カントリー倶楽部」（神奈川県、現・「川崎国際生田緑地ゴルフ場」）の設計をおこなう。1951年（昭和26年）、安達建設を退職し、独立してゴルフ場の設計で再出発、「大洗ゴルフ倶楽部」（茨城県）の設計をおこなった。
1908年（明治41年） - 1981年（昭和56年）の生涯に設計したゴルフ場数は、現存するコースでは39コースである。関東以北のゴルフ場が多いが、全国各地で設計を行っている。なお、閉鎖し現存しないコースは「久里浜ゴルフ場」（神奈川県、1935年（昭和10年）開場、戦時中閉鎖）、「アワセメドウズゴルフクラブ」（沖縄県、1948年（昭和23年）開場、閉鎖不詳）、「東雲ゴルフ倶楽部」（東京都、1952年（昭和27年）開場、1981年（昭和56年）閉鎖）の3コースである。海外での設計コースは、「フィリピナスゴルフ&カントリークラブ」（フィリピン、1962年開場）と「スパン・ナショナル・ゴルフクラブ」（マレーシア、1968年開場）の2コースである。
井上誠一設計のゴルフ場で、特に有名なコースは、2021年（令和3年）、東京オリンピックの競技会場「霞ヶ関カンツリー倶楽部」である。また、ロレックスが選んだ「世界のトップ1000コース」に、日本の全コ－スから36カ所選ばれたが、その中の井上誠一が設計したコースは「霞ヶ関カンツリー倶楽部」・「愛知カンツリー倶楽部」・「日光カンツリー倶楽部」・「大洗ゴルフ倶楽部」・「鷹之台カンツリー倶楽部」・「龍ヶ崎カントリー倶楽部」・「茨木カンツリー倶楽部」・「札幌ゴルフ倶楽部・輪厚」の8コースが選ばれた。

## 主な設計コース
- 1932年（昭和7年）
  - 「霞ヶ関カンツリー倶楽部・西コース」埼玉県川越市
- 1936年（昭和11年）
  - 「那須ゴルフ倶楽部」栃木県那須郡
  - 「大みかゴルフクラブ」（旧・日立ゴルフ倶楽部）茨城県日立市大みか町
- 1952年（昭和27年）
  - 「新山口カンツリー倶楽部」（旧・山口カンツリー倶楽部）山口県防府市
  - 「川崎国際生田緑地ゴルフ場」（旧・川崎国際カントリー倶楽部）神奈川県川崎市
  - 「くまもと阿蘇カントリークラブ・湯の谷コース」（旧・熊本ゴルフ倶楽部・湯の谷コース）熊本県阿蘇郡
- 1953年（昭和28年）
  - 「大洗ゴルフ倶楽部」茨城県東茨城郡
- 1954年（昭和29年）
  - 「鷹之台カンツリー倶楽部」千葉県千葉市
  - 「愛知カンツリー倶楽部」（旧・旭カンツリー倶楽部）愛知県名古屋市
- 1955年（昭和30年）
  - 「日光カンツリー倶楽部」栃木県日光市
  - 「西宮カントリー倶楽部」兵庫県西宮市
- 1958年（昭和33年）
  - 「龍ヶ崎カントリー倶楽部」茨城県龍ケ崎市
  - 「札幌ゴルフ倶楽部・輪厚コース」北海道北広島市
- 1959年（昭和34年）
  - 「武蔵カントリークラブ・豊岡コース」埼玉県入間市
  - 「武蔵カントリークラブ・笹井コース」埼玉県狭山市
  - 「枚方カントリー倶楽部」大阪府枚方市
- 1960年（昭和35年）
  - 「大利根カントリークラブ」茨城県坂東市
  - 「桑名カントリー倶楽部」三重県桑名市
- 1961年（昭和36年）
  - 「よみうりゴルフ倶楽部」東京都稲城市
  - 「湘南カントリークラブ」神奈川県茅ヶ崎市
  - 「茨木カンツリー倶楽部・西コース」大阪府茨木市
- 1962年（昭和37年）
  - 「戸塚カントリー倶楽部・西コース」神奈川県横浜市
- 1963年（昭和38年）
  - 「赤倉ゴルフコース」新潟県妙高市
- 1964年（昭和39年）
  - 「東京よみうりカントリークラブ」東京都稲城市
  - 「春日井カントリークラブ」愛知県春日井市
- 1965年（昭和40年）
  - 「室蘭ゴルフ倶楽部・白鳥コース」北海道室蘭市
  - 「天城高原ゴルフコース」静岡県伊豆市
  - 「伊勢カントリークラブ」三重県度会郡玉城町
- 1968年（昭和43年）
  - 「いぶすきゴルフクラブ・開聞コース」鹿児島県指宿市
- 1969年（昭和44年）
  - 「瀬田ゴルフコース・東・北コース」滋賀県大津市
- 1971年（昭和46年）
  - 「佐賀カントリー倶楽部」佐賀県みやき町
  - 「鶴舞カントリー倶楽部」千葉県市原市
- 1973年（昭和48年）
  - 「烏山城カントリークラブ」栃木県那須烏山市
- 1974年（昭和49年）
  - 「札幌ゴルフ倶楽部・由仁コース」北海道夕張郡
- 1975年（昭和50年）
  - 「南山カントリークラブ」愛知県豊田市
- 1976年（昭和51年）
  - 「葛城ゴルフ倶楽部」静岡県袋井市
- 1982年（昭和57年）
  - 「大原・御宿ゴルフコース」千葉県いすみ市
- 1984年（昭和59年）
  - 「浜野ゴルフクラブ」千葉県市原市
- 1985年（昭和60年）
  - 「スターツ笠間ゴルフ倶楽部」（旧・笠間東洋ゴルフ倶楽部）

## 井上誠一の設計図
- 「赤倉ゴルフコース」、6番ホールグリーン、造形指示書、1/300、1969年（昭和44年）作成
- 「赤倉ゴルフコース」、13番ホールグリーン、造形指示書、1/300、1970年（昭和45年）作成
- 「赤倉ゴルフコース」、14番ホールグリーン、造形指示書、1/300、1969年（昭和44年）作成
- 「赤倉ゴルフコース」、15番ホールグリーン、造形指示書、1/300、1969年（昭和44年）作成
- 「赤倉ゴルフコース」、16番ホールグリーン、造形指示書、1/300、1970年（昭和45年）作成[7]

## 脚註
1. 1 2 3 4 5 6 7 8 9 10 11 12 13 14 15  ゴルフダイジェスト社「美しい日本のゴルフコース」編纂委員会（編）「井上誠一 用地の持つ特性を引き出し、感性と美意識で戦略性を高めていった」『美しい日本のゴルフコース BEAUTIFUL GOLF CULTURE IN JAPAN 日本のゴルフ110年記念 ゴルフは日本の新しい伝統文化である』ゴルフダイジェスト社、2013年12月、[要ページ番号]
2. 1 2 3  井上誠一と霞ヶ関の深い関係 - 霞ヶ関カンツリー倶楽部（コースの変遷）2024年7月21日閲覧。
3. 1 2 3  「GOLF COURSE RANKING CLUB」、井上誠一設計コースランキング＆コース一覧、2021年2月26日閲覧
4. ↑  「KCフィリピナス（kc filipinas golf club）」、2021年2月26日閲覧
5. ↑  「スバン・ゴルフクラブ （Kelab Golf Negara Subang）」、2021年2月27日閲覧
6. ↑  知っておきたい日本ゴルフコース設計の第一人者「井上誠一」編 - GrrnOne、2021年3月20日閲覧
7. ↑  「名匠・井上誠一と歴史」、受け継がれた井上誠一のスタイル、2021年3月13日閲覧

## 著書
- 「ゴルフ場の設計について」『現代ゴルフ全集 第5』日本プロゴルフ協会監修、日本ゴルフ協会協賛、中央公論社、1959年、[要ページ番号]
- 『井上誠一のコースデザイン』一季出版、1991年2月
- 『大地の意匠 新版 井上誠一設計ゴルフコース写真集』山田兼道（撮影）小学館スクウェア、2003年11月

## 関連文献
- 「設計者の横顔 戦略的コースに理想を託す 井上誠一氏」『近代ゴルフ』自研社、1961年4月、[要ページ番号]
- 早瀬利之『遥かなるスコットランド 名匠井上誠一伝』廣済堂出版、1991年8月
- 山田兼道（撮影）『井上誠一・大地の意匠 the golf course as art 山田兼道写真集』PIPS、1998年
- 山田兼道『ゴルフ新日本紀行 写真家・山田兼道が捉えた 名匠・井上誠一のコースに宿るいにしえの日本の原風景』日経BP社〈日経ベンチャー〉、2004年3月
- 久保田誠一「程ケ谷をつくったロスの代役アリソン招聘の画策」「川奈に心酔したアリソン」「アリソンを師とした井上誠一」（「第五章 アリソンと日本人設計家」内）『日本のゴルフ100年』、日本経済新聞社、2004年7月
- 山田兼道『いつか、ここで。井上誠一のゴルフコース 日本のゴルフ遺産をまわろう』ゴルフダイジェスト社、2008年10月
- 早瀬利之「ゴルフスペシャル 伝説の名設計家 井上誠一」『Forbs日本版』ぎょうせい第18巻6号（通巻207号）、2009年6月、pp.163 - 165